# Гейс Смал
Гейс Смал (нід. Gijs Smal; нар. 31 серпня 1997, Де Рейп, Алкмар) — нідерландський футболіст, захисник клубу «Феєнорд».

## Клубна кар'єра

### «Волендам»
Вихованець клубів «Де Рейп», «АФК-34» і «Волендам». 2016 року почав виступати за молодіжну команду «Йонг Волендам» в Дердедивізі (третій дивізіон). 26 квітня 2017 року підписав з «Волендамом» свій перший професіональний контракт. 22 вересня 2017 року дебютував в професіональному футболі в матчі Еерстедивізі проти клубу «Де Графсхап». 2 лютого 2018 року в поєдинку проти сіттардської «Фортуни» забив свій перший гол за «Волендам». У своєму дебютному сезоні провів 28 зустрічей, в яких відзначився трьома м'ячами.

### «Твенте»
26 червня 2020 року підписав трирічний контракт з клубом Ередивізі «Твенте» з опцією продовження ще на один сезон. 25 вересня 2020 року дебютував за клуб в матчі Ередивізі проти «Гронінгена», вийшовши на заміну Джейдену Остерволде.
30 квітня 2022 року в поєдинку Ередивізі проти «Гераклеса» забив свій перший гол за «Твенте». 4 серпня 2022 року в матчі кваліфікації Ліги конференцій УЄФА проти сербського клубу «Чукарички» дебютував у єврокубках.
31 березня 2024 року поєдинок Ередивізі проти «Гераклеса» став ювілейним, 100-им, у складі «Твенте».

### «Феєнорд»
31 травня 2024 року на правах вільного агента перейшов у «Феєнорд», підписавши чотирирічний контракт. 18 серпня дебютував за нову команду в матчі Ередивізі проти «Зволле», вийшовши на заміну Уго Буено. 19 вересня 2024 року в поєдинку проти німецького «Баєра 04» дебютував у Лізі чемпіонів УЄФА.

## Статистика виступів
Станом на 18 травня 2025 
| Клуб              | Сезон             | Чемпіонат          | Чемпіонат | Чемпіонат | Кубок | Кубок | Єврокубки | Єврокубки | Інші  | Інші | Всього | Всього |
| Клуб              | Сезон             | Дивізіон           | Матчі     | Голи      | Матчі | Голи  | Матчі     | Голи      | Матчі | Голи | Матчі  | Голи   |
| ----------------- | ----------------- | ------------------ | --------- | --------- | ----- | ----- | --------- | --------- | ----- | ---- | ------ | ------ |
| Йонг Волендам     | 2015–16           | Белофтен Ередивізі | 7         | 0         | —     | —     | —         | —         | —     | —    | 7      | 0      |
| Йонг Волендам     | 2016–17           | Дердедивізі        | 33        | 1         | —     | —     | —         | —         | —     | —    | 33     | 1      |
| Йонг Волендам     | 2017–18           | Дердедивізі        | 7         | 1         | —     | —     | —         | —         | —     | —    | 7      | 1      |
| Йонг Волендам     | 2018–19           | Дердедивізі        | 16        | 2         | —     | —     | —         | —         | —     | —    | 16     | 2      |
| Йонг Волендам     | Всього            | Всього             | 63        | 4         | —     | —     | —         | —         | —     | —    | 63     | 4      |
| Волендам          | 2017–18           | Еерстедивізі       | 28        | 3         | —     | —     | —         | —         | —     | —    | 28     | 3      |
| Волендам          | 2018–19           | Еерстедивізі       | 12        | 0         | —     | —     | —         | —         | —     | —    | 12     | 0      |
| Волендам          | 2019–20           | Еерстедивізі       | 28        | 6         | 1     | 0     | —         | —         | —     | —    | 29     | 6      |
| Волендам          | Всього            | Всього             | 68        | 9         | 1     | 0     | —         | —         | —     | —    | 69     | 9      |
| Твенте            | 2020–21           | Ередивізі          | 22        | 0         | 1     | 0     | —         | —         | —     | —    | 23     | 0      |
| Твенте            | 2021–22           | Ередивізі          | 25        | 2         | 2     | 0     | —         | —         | —     | —    | 27     | 0      |
| Твенте            | 2022–23           | Ередивізі          | 34        | 2         | 2     | 0     | 4         | 0         | 4     | 0    | 44     | 2      |
| Твенте            | 2023–24           | Ередивізі          | 26        | 0         | 1     | 0     | 2         | 0         | —     | —    | 29     | 0      |
| Твенте            | Всього            | Всього             | 107       | 4         | 6     | 0     | 6         | 0         | 4     | 0    | 123    | 2      |
| Феєнорд           | 2024–25           | Ередивізі          | 25        | 0         | 2     | 0     | 11        | 0         | 0     | 0    | 38     | 0      |
| Всього за кар'єру | Всього за кар'єру | Всього за кар'єру  | 244       | 19        | 9     | 0     | 17        | 0         | 4     | 0    | 274    | 21     |

1. 1 2  Матчі в Лізі конференцій УЄФА
2. ↑  Матчі плей-оф Ередивізі за уяасть у єврокубках
3. ↑  Матчі в Лізі чемпіонів УЄФА

## Досягнення
Особисті
- Команда місяця Ередивізі (4): травень 2022[16], серпень 2022[17], листопад 2022[18], січень 2023[19]